# Суола (озеро)
Суола — пресноводное озеро на территории Юшкозерского сельского поселения Калевальского района Республики Карелии.

## Общие сведения
Площадь озера — 1,5 км². Располагается на высоте 131,4 метров над уровнем моря.
Форма озера лопастная, продолговатая: оно почти на четыре километра вытянуто с северо-запада на юго-восток. Берега изрезанные, каменисто-песчаные.
Через озеро течёт безымянный водоток, который, протекая выше через озёра Пурно и Пиэжунги, в итоге впадает по правому берегу в реку Кепу. Кепа в свою очередь впадает в озеро Кулянъярви, через которое протекает река Кемь.
В озере расположено не менее восьми безымянных островов различной площади.
Вдоль юго-западного берега озера проходит лесовозная дорога.
Код объекта в государственном водном реестре — 02020000911102000005889.